# Vi folder drømmens faner ud
Vi folder drømmens faner ud er en digtsamling skrevet af Michael Strunge i 1981. Digtene i digtsamlingen omhandler revolution og hvad der sker før, under og efter revolutionen. De omhandler falskhed, men også håb om, at verden kan blive til et godt sted at være. 
Strunge holder gennem hele digtsamlingen fast i sit unikke sprogbrug med billedsprog så ofte som muligt, der ikke altid har nogen direkte forbindelse med handlingen, hvilket medvirker til en alligevel ikke helt nem analyse og fortolkning af digtene. 
Digtene er alle stærke tekster med mange skjulte og tvetydige budskaber og holdninger, der enten får læseren til at opgive at forstå digtene eller frydes ved at finde nye fortolkningsmuligheder ved hver eneste gennemlæsning.

## Introtekst
Den første tekst i samlingen kan karakteriseres som et forord skrevet som et ustrofisk digt, har ingen egentlig titel. Dog er den skrevet med titlerne fra alle digtsamlingens digte, med majuskler, som en del af teksten.

## Analyse
Digtet er, typisk Strunge, især ved de første gennemlæsninger, svært at trænge ind i, men efterhånden bryder handlingen, der nok egentlig er bedre betegnet ved ”tilstand,” frem: Jeg-personen befinder sig i storbyen, der er fuld af drømme, mennesker, butikker og neonlys. Selv dagen virker kold, og der er brug for revolution for at slippe fri, løs, væk fra den stillestående tid. Efterhånden som jeg-personen bliver ældre, forsøger han at flygte ved at tænke på fortiden og fremtiden; men det er nutiden, det handler om. Han ser børnene, der er fulde af drift og tankerne går tilbage til revolution. Pludselig forsvinder jeg-personens klarsyn, og tilbage er kun den beskidte by med neonlysene. Jorden er et dårligt sted at leve, og man må vente på lyset. 
Det er altså en beskrivelse af byen, samfundet, menneskene og nutiden, der er et kaos, men samtidig energisk, kraftfuldt og oprørsk.

### Billedsprog
Strunge bruger meget billedsprog, f.eks. metaforerne ”tidens bølger” og ”NATMASKINENs tekniske malstrøm.” Denne form for sproglige virkemidler gør teksten spændende, men samtidig sværere forståelig, da der ved brug af billedsprog fremkommer mange fortolkningsmuligheder. Strunge bruger næsten billedsprog i hver eneste sætning, og det er for meget til, at det udelukkende liver teksten op. Ofte er metaforerne helt uden sammenhæng med resten af teksten, hvilket bevirker, at det bliver direkte forvirrende og unaturligt, og der skal bruges både tid og energi på at forstå digtet.

### Stemning
Tekstens stemning skifter mange gange fra positiv til negativ og vice versa, f.eks. ved ”(…) danser jeg for første gang til sangen ”ROLLERBALL” (…) trods PLASTICSOLENs rådne duft der rammer midt i synet (…) jeg dykker beruset og dybt efter kilden (…)” Her er ordene ”danser” og ”beruset” positive, hvorimod ”PLASTICSOLENs rådne (…)” og ”synet” associerer med noget negativt. Plasticsolen, der er et billede på den fremtidige verden, giver et indtryk af den falskhed, man ikke kan undgå, hvis ikke revolutionen kommer.

### "Revolutionen"
Revolution er flere gange nævnt i teksten: ”(…)glitrende regnbuesprøjt af vores REVOLUTION,” ”Det er en REVOLTE,” samt ”Senere drager de forkomne englebørn ud i årenes OPBRUD” er alle måder at beskrive en revolution på. Revolutionen er nævnt i positive sammenhænge, og dette leder hen til digtets budskab, at en revolution er uundgåelig og tiltrængt. I digtet er der en længsel efter og forventning om, at denne revolution bringer noget godt med sig. Den er ikke rigtig begyndt endnu, men Strunge begynder den så småt ved at være provokerende, højtråbende og samfundskritisk i sin skrivemåde og sine holdninger.

## Digtene
Resten af digtene er skrevet med samme sproglige virkemidler som introteksten, de omhandler de samme temaer og har de samme budskaber.
Hvis man læser f.eks. "Krystalskibet" er der tydelige spor efter Jim Morrisons "The Crystal", bl.a. titlen.